# Leungane
Leungane o Leungana es un monte de Vizcaya, País Vasco (España), de 1.009 m de altitud pertenece al macizo de Aramotz siendo el más alto del mismo.

## Descripción
Cercano al popular Mugarra y más alto que este, es la máxima altura de la Sierra de Aramotz, forma parte del áspero paisaje del conjunto kárstico que compone este espacio natural integrado en el parque natural de Urkiola. 
Como el resto de los montes que conforman Aramotz el Leungana está formado por caliza arrecifal muy compacta y de color gris claro, contienen restos de corales coloniales masivos y grandes conchas rudicos y ostreicos. 
Está rodado de picos de altura similar que tienen un fácil ascenso desde las campas de mugarrekolanda que se sitúa entre el Mugarra y el Leungana. Al norte esta el Artzetaungana de 998 m y al este Artaun de 907 m y al sur esta el collado de Iñungane que lo separa de la sierra de Eskuagatx y su cima, el Errialtabaso.

## Ascensos
Desde Mañaria.
En Mañaria (181 m), un buen camino asciende al collado Mugarrikolanda (760 m) por encima de la vaguada de Aldebaraieta sobre la que se sitúan algunos caseríos dispersos. Desde el collado una senda permite sin dificultades ni vértigos alcanzar la cima por el filo Oeste. Desde el camino a Mugarrikolanda es posible acceder, fácilmente a la cima que queda a la izquierda.
Desde Oba o desde San Lorenzo - Baltzola.
Desde la vertiente de Arratia partimos de Oba o de la ermita de san Lorenzo de Baltzola que está a 430 m de altitud. Desde este punto se trata de alcanzar el collado de Iñungane, que separa el valle de Oba del de Mañaria y los macizos de Eskuagatx del de Aramotz. Una vez rebasado este collado solo tenemos que dirigirnos a la izquierda para ir ascendiendo a la cumbre del Leungana y coronar su cima.
Tiempos de accesos: 
- Mañaria (2h).
- Oba (1h 30m).
- San Lorenzo - Baltzola (1h 30 m).[5]